# Вімблдонський турнір 1884
Вімблдонський турнір 1884 — 8-й розіграш Вімблдону. Турнір тривав з 5 до 19 липня. З цього року в програму Вімблдону було включено чоловічий парний розряд, матчі якого раніше приймав клуб Оксфордського університету, а також жіночий одиночний розряд. Змагання у нових дисциплінах розпочиналися вже після завершення чоловічого одиночного турніру. Призові гроші переможниці жіночого турніру склали 20 гіней, а фіналістці - 10. У жіночому турнірі взяли участь 13 спортсменок.

## Дорослі

### Чоловіки, одиночний розряд
Вільям Реншоу переміг у фіналі  Герберта Лоуфорда 6–0, 6–4, 9–7 

### Жінки, одиночний розряд

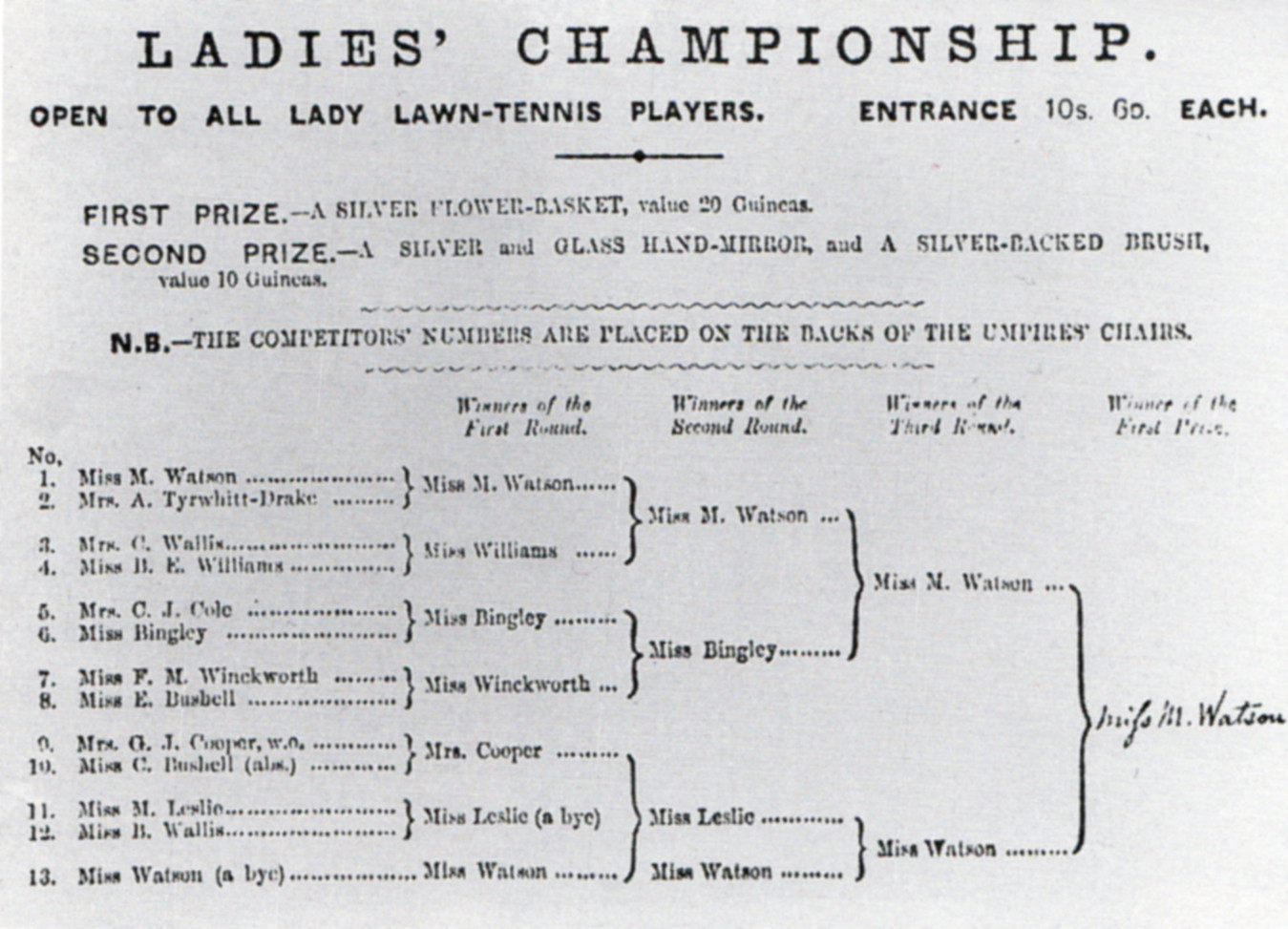
Жіноча сітка Вімблдону 1884

Моуд Вотсон перемогла у фіналі  Ліліан Вотсон 6–8, 6–3, 6–3

### Чоловіки, парний розряд
Вільям Реншоу /  Ернест Реншоу перемогли у фіналі пару  Е.В. Льюїс /  Е.Л. Вільямс 6–3, 6–1, 1–6, 6–4